# Стар-Сіті (Індіана)
Стар-Сіті (англ. Star City) — переписна місцевість (CDP) в США, в окрузі Пуласкі штату Індіана. Населення — 281 особа (2020).

## Географія
Стар-Сіті розташований за координатами 40°58′28″ пн. ш. 86°33′41″ зх. д. / 40.97444° пн. ш. 86.56139° зх. д. (40.974490, -86.561304).  За даними Бюро перепису населення США в 2010 році переписна місцевість мала площу 2,68 км², уся площа — суходіл.

## Демографія
Згідно з переписом 2010 року, у переписній місцевості мешкали 344 особи в 124 домогосподарствах у складі 90 родин. Густота населення становила 128 осіб/км².  Було 135 помешкань (50/км²).
Расовий склад населення:
| - 99,7 % — білих |

До двох чи більше рас належало 0,3 %. Частка іспаномовних становила 0,3 % від усіх жителів.
За віковим діапазоном населення розподілялося таким чином: 27,9 % — особи молодші 18 років, 57,3 % — особи у віці 18—64 років, 14,8 % — особи у віці 65 років та старші. Медіана віку мешканця становила 34,4 року. На 100 осіб жіночої статі у переписній місцевості припадало 106,0 чоловіків;  на 100 жінок у віці від 18 років та старших — 103,3 чоловіків також старших 18 років.
Середній дохід на одне домашнє господарство  становив 48 382 долари США (медіана — 28 125), а середній дохід на одну сім'ю — 38 343 долари (медіана — 43 269). 
Цивільне працевлаштоване населення становило 89 осіб. Основні галузі зайнятості: науковці, спеціалісти, менеджери — 38,2 %, транспорт — 18,0 %, сільське господарство, лісництво, риболовля — 13,5 %, виробництво — 12,4 %.